# Манучарян, Нина Николаевна
Ни́на Никола́евна Манучаря́н (17.2.1885 — 3.9.1972, Ереван) — армянская советская актриса, народная артистка Армянской ССР (1949).

## Биография
С 1909 года актриса различных театров Кавказа, в 1923—1924 годах выступала в театре им. Г. Сундукяна в Ереване.
Впоследствии выступала в ереванском ТЮЗе (1929—1958 гг.), была одной из основателей этого театра.
Также снималась в кино с 1926 года.
Умерла 3 сентября 1972 года в Ереване.

## Признания и награды
- Народная артистка Армянской ССР (1949)

## Фильмография
- 1925 — Намус — Шпаник
- 1926 — Зарэ — Нано
- 1926 — Шор и Шоршор — Ехсо
- 1927 — Злой дух — Замишан
- 1927 — Раба — Егсан
- 1930 — Ануш — бабушка Ануш
- 1932 — Лодырь — мать
- 1933 — Арут — Мать
- 1935 — Пэпо — сваха Натэлла